# Chibemba
Chibemba é uma vila e comuna angolana que se localiza na província da Huíla, pertencente ao município de Chiange-Gambos.